# Baris picicornis
Baris picicornis är en skalbaggsart som först beskrevs av Thomas Marsham 1802.  Baris picicornis ingår i släktet Baris, och familjen vivlar. Arten är reproducerande i Sverige.